# منظمة مجتمع مناهض للعنف بالمؤسسات التعليمية
منظمة مجتمع مناهض للعنف بالمؤسسات التعليمية (SAVE) هي منظمة لا ربحية تعمل على القضاء على التنمر والمضايقات التي يتعرض لها الطلبة الجدد في المؤسسات التعليمية بالهند.
ومن أهم المجالات التي تعمل بها المؤسسة:
· حقوق الإنسان
· اللاعنف
· التعليم
وعلى الأرجح SAVE هي أول مؤسسة مُسجلة بالهند تعمل على مناهضة المضايقات التي يتعرض لها الطلبة الجدد في المؤسسات التعليمية .
تتكون المنظمة بشكل أساسي من متخصصين وطلبة من مجالات متنوعة متطوعين من أجل العمل على تلك القضية بجانب عملهم ودراستهم. 